# 里安納度·達施華盧比斯
里安納度·達施華盧比斯(Leonardo Adelino da Silva Lopes，1998年11月30日—），是一名葡萄牙的職業足球運動員，司職中場，現效力於比利時足球甲級联赛球會布魯日。

## 外部連結
- FPF national team profile （页面存档备份，存于）
- FPF club profile （页面存档备份，存于）
- 足球数据库：Leonardo da Silva Lopes的球员统计数据
- 官方网站